# Orphée
Orphée oftewel Orpheus is een Franse, zwart-witte speelfilm uit 1950, geschreven en geregisseerd door Jean Cocteau, gebaseerd op een in 1926 door hem geschreven toneelstuk. De speelduur is ongeveer 112 minuten.
De film werd opgenomen in de herfst van 1949 en had zijn wereldpremière te Cannes, Frankrijk, op 1 maart 1950. De premières in Parijs en de USA volgden later in 1950.
Op het filmfestival van Venetië in 1950 werd de film beloond met de Prix International de la Critique en in 1951 met de eerste prijs op het festival van Cannes.

## Het verhaal
De film is een navertelling van de mythe van Orpheus en Eurydice en speelt zich af in Frankrijk in de jaren 40.
Jean Marais is Orpheus, een door velen om zijn succes benijde Franse dichter die door de dood geobsedeerd is. Wanneer de jongere dichter Cégeste (Édouard Dermithe) wordt gedood ontmoet hij de Dood, vermomd als een elegante en geheimzinnige prinses (Maria Casarès). Begeleid door haar chauffeur Heurtebise (François Périer) reist zij rond in haar luxueuze Rolls Royce. Hij is slechts een van vele levende doden die haar dienen, terwijl zij ook twee levende motoragenten in haar dienst heeft. Zij heeft haar hoofdkwartier in een verlaten villa waar ze via de radio haar gecodeerde instructies ontvangt. Orpheus raakt door deze instructies gefascineerd en doet zijn uiterste best om ze te ontcijferen. Hij verwaarloost zijn vrouw Eurydice (Marie Déa). Zij keert zich in haar nood tot haar vrouwelijke vrienden, de Bacchantes. Inmiddels is de prinses voor Orpheus gevallen, de prinses negeert haar orders en laat Eurydice doodrijden door een van de motoragenten.
Samen met Heurtebise gaat Orpheus naar het schaduwrijk om Eurydice terug te krijgen. Daar ontdekt hij dat de prinses terechtstaat voor het hoogste gerechtshof vanwege haar ongehoorzaamheid. Orpheus krijgt toestemming om Eurydice mee terug te nemen naar het leven - maar hij mag nooit meer naar haar kijken. Heurtebise helpt Orpheus en Eurydice terug naar de wereld van de levenden, waar de wanhopige Eurydice beslist nog een keer te sterven en ze dwingt haar man naar haar te kijken. Zo ver komt het echter niet, omdat de kwade Bacchantes tussenbeide komen. Een ruzie ontstaat en tijdens deze wordt Orpheus doodgeschoten. De prinses wacht op hem in het schaduwrijk, maar ziet de onmogelijkheid van hun liefde in en laat Heurtebise Orpheus terugbrengen naar het leven toe zodat hij met Eurydice verder kan gaan.

## Enscenering
Volgens Cocteau zelf is deze film niets meer dan een navertelling van de klassieke Griekse mythe van Orpheus, terwijl critici de film onder meer beschrijven als visuele poëzie en een zwarte fantasie, die voor velerlei uitleg vatbaar is. De film heeft geen boodschap verborgen in een of ander vreemde code, het is eenvoudigweg een verhaal, een verzameling emotionele provocaties.
De prinses is gekleed in een nauwsluitende, zwarte jurk; in leer gestoken motoragenten; het schimmenrijk afgebeeld als vol van in verval geraakte gebouwen onder een sterreloze, zwarte hemel. Door dergelijke beelden te gebruiken voor de metafysische en abstracte begrippen vermijdt Jean Cocteau sentimentaliteit en pretentieus surrealisme.
Opmerkelijk is hoe de special effects worden ingezet. Zo is bijvoorbeeld de grens tussen de werelden een spiegel. Vandaag zou het makkelijk zijn om dit soort effecten te maken met behulp van computers.

## Weetjes
- Toen Alain Resnais tijdens de opnames van Hiroshima, Mon Amour problemen had om aan de Japanse crew duidelijk te maken wat hij wilde, legde hij zijn ideeën uit aan de hand van deze film.
- De twee Bacchantes, Juliette Gréco en Anne-Marie Cazalis, dansten in Le Tabou, een van de beroemdste kelderclubs van Saint-Germain-des-Prés.
- De film werd grotendeels op locatie opgenomen in gebouwen in Saint-Cyr die door de Duitse bombardementen tijdens de Tweede Wereldoorlog grotendeels verwoest waren.
- Een van de spiegels van de film was een kuip gevuld met duizend pond kwik.

## Medewerkers aan de film

### Acteurs
| Acteur              | Personage            |
| ------------------- | -------------------- |
| Jean Marais         | Orphée               |
| Maria Casarès       | De Prinses (de dood) |
| François Périer     | Heurtebise           |
| Marie Déa           | Eurydice             |
| Édouard Dermithe    | Cégeste              |
| Juliette Gréco      | Bacchante            |
| AnneMarie Cazalis   | Bacchante            |
| Pierre Bertin       | Inspector            |
| JeanPierre Melville |                      |
| Jacques Varennes    |                      |
| Claude Mauriac      |                      |
| JeanPierre Mocky    |                      |

### Productiemedewerkers
| Regisseur/scenario | - Jean Cocteau                             |
| Artdirector        | - Jean d'Eaubonne                          |
| Cinematografie     | - Nicolas Hayer                            |
| Costumes           | - Marcel Escoffier                         |
| Producer           | - André Paulvé (Les Films du Palais-Royal) |
| Editor             | - Jacqueline Sadoul                        |
| Geluid             | - J. Calvet                                |
| Muziek             | - Georges Auric                            |